# Josef Fučík (Historiker)
Josef Fučík (* 1933; † 14. April 2018) war ein tschechischer Offizier und Historiker.

## Publikationen
- Soča (Isonzo): 1917. Prag 1999
  - über die Isonzoschlachten im Ersten Weltkrieg
- Válka 1866. zusammen mit Pavel Bělina, Prag 2005
  - über Preußisch-Deutscher Krieg
- Osmadvacátníci: spor o českého vojáka Velké války. Prag 2006
  - über Österreich-Ungarn Infanterieregiment 28 im Ersten Weltkrieg
- Generál Podhajský. Prag 2009
  - Biographie des Generals Alois Václav Podhajský
- Stín jaderné války nad Evropou: ke strategii vojenských bloků, operačním planům a úloze Československé lidové armády na středoevropském válčišti v letech 1945-1968. Prag 2010